# Aeroportul Internațional El Arish
Aeroportul Internațional El Arish (IATA: AAC, ICAO: HEAR) este un aeroport din Egipt ce deservește zona Arish⁠(d). Aeroportul a fost tranzitat în decembrie 2021 de 0 pasageri. A fost numit după zona deservită.
Situat la o altitudine de 37 m, aeroportul dispune de 1 pistă.

## Infrastructură

### Piste
Aeroportul dispune de o singură pistă. Pista 16/34 are suprafața de asfalt și dimensiunile 3.019 m × 45 m. 